# Stazione meteorologica di San Marcello Pistoiese
La stazione meteorologica di San Marcello Pistoiese è la stazione meteorologica di riferimento relativa al centro di San Marcello Pistoiese.

## Coordinate geografiche 1961-1990
La stazione meteo si trova nell'Italia centrale, in Toscana, in provincia di Pistoia, nel comune di San Marcello Pistoiese, a 625 metri s.l.m. e alle coordinate geografiche 44°03′N 10°47′E.

## Dati climatologici
In base alla media trentennale di riferimento (1961-1990), la temperatura media del mese più freddo, gennaio, è di +3,9 °C; quella del mese più caldo, luglio, si attesta a +20,6 °C .
Le precipitazioni medie annue nel medesimo trentennio si attestano a 1.550,8 mm, con elevato picco tra autunno e inverno e con minimo relativo in estate.
| SAN MARCELLO PISTOIESE | Mesi  | Mesi  | Mesi  | Mesi  | Mesi | Mesi | Mesi | Mesi | Mesi  | Mesi  | Mesi  | Mesi  | Stagioni | Stagioni | Stagioni | Stagioni | Anno    |
| SAN MARCELLO PISTOIESE | Gen   | Feb   | Mar   | Apr   | Mag  | Giu  | Lug  | Ago  | Set   | Ott   | Nov   | Dic   | Inv      | Pri      | Est      | Aut      | Anno    |
| ---------------------- | ----- | ----- | ----- | ----- | ---- | ---- | ---- | ---- | ----- | ----- | ----- | ----- | -------- | -------- | -------- | -------- | ------- |
| T. max. media (°C)     | 7,6   | 8,5   | 11,2  | 15,4  | 19,9 | 23,7 | 26,8 | 26,8 | 23,4  | 17,8  | 12,3  | 9,2   | 8,4      | 15,5     | 25,8     | 17,8     | 16,9    |
| T. min. media (°C)     | 0,3   | 0,7   | 2,7   | 5,9   | 9,1  | 12,2 | 14,3 | 14,1 | 12,0  | 8,4   | 4,8   | 1,7   | 0,9      | 5,9      | 13,5     | 8,4      | 7,2     |
| Precipitazioni (mm)    | 171,0 | 132,1 | 145,4 | 130,0 | 99,5 | 76,4 | 57,9 | 81,1 | 127,1 | 151,2 | 212,6 | 166,5 | 469,6    | 374,9    | 215,4    | 490,9    | 1 550,8 |